# 阿兰娜·肯尼迪
阿兰娜·斯蒂芬妮·肯尼迪（英語：Alanna Stephanie Kennedy；1995年1月21日—），澳大利亚女子职业足球运动员，司职后卫，目前效力于天使城足球俱樂部和澳大利亚国家女子足球队。她曾代表澳大利亚参加2020年和2024年夏季奥林匹克运动会女子足球比赛等多场国际赛事。